# Tatarszczyzna (rejon stołpecki)
Tatarszczyzna (biał. Татаршчына, Tatarszczyna; ros. Татарщина, Tatarszczina) – wieś na Białorusi, w obwodzie mińskim, w rejonie stołpeckim, w sielsowiecie Rubieżewicze.

## Historia
W XIX i w początkach XX w. położona była w Rosji, w guberni mińskiej, w powiecie mińskim, w gminie Rubieżewicze.
W dwudziestoleciu międzywojennym leżała w Polsce, w województwie nowogródzkim, w powiecie stołpeckim, w gminie Rubieżewicze. W 1921 miejscowość liczyła 108 mieszkańców, zamieszkałych w 18 budynkach, wyłącznie Polaków. 101 mieszkańców było wyznania rzymskokatolickiego i 7 prawosławnego. Położona była wówczas w pobliżu granicy ze Związkiem Sowieckim.
Po II wojnie światowej w granicach Związku Sowieckiego. Od 1991 w niepodległej Białorusi.